# حدأة (فلم)
حدأة (بالإنجليزية: Firebird) هو فيلم رومانسي حربي من بطولة توم بريور، أوليج زاجورودني، ديانا بوزارسكايا، جيك هندرسون ونيكولاس ووديسون. صدر الفيلم في دور السينما في 29 أبريل 2022.

## نبذه
يتناول الفيلم قصة جندي شاب وسيم يقع في حب طيار مقاتل في قاعدة جوية سوفيتية، ذلك خلال ذروة الحكم الشيوعي في السبعينات.

## وصلات خارجية
- مقالات تستعمل روابط فنية بلا صلة مع ويكي بيانات